# Стронсько
Стронсько (пол. Strońsko) — село в Польщі, у гміні Заполиці Здунськовольського повіту Лодзинського воєводства.
Населення — 221 особа (2011).
У 1975-1998 роках село належало до Серадзького воєводства.

## Демографія
Демографічна структура станом на 31 березня 2011 року:
|          | Загалом | Допрацездатний вік | Працездатний вік | Постпрацездатний вік |
| -------- | ------- | ------------------ | ---------------- | -------------------- |
| Чоловіки | 117     | 22                 | 85               | 10                   |
| Жінки    | 104     | 22                 | 56               | 26                   |
| Разом    | 221     | 44                 | 141              | 36                   |